# Аррейгада
Аррейгада (порт. Arreigada)  —  район (фрегезия) в Португалии,  входит в округ Порту. Является составной частью муниципалитета  Пасуш-де-Феррейра. По старому административному делению входил в провинцию Дору-Литорал. Входит в экономико-статистический  субрегион Тамега, который входит в Северный регион. Население составляет 6 263 человек на 2011 год. Занимает площадь 7,28 km²
1. 1 2  vcarneiro. Home (порт.). Junta de Freguesia de Frazão Arreigada. Дата обращения: 5 мая 2025.